# Assurrexixi II
Assurrexixi II (Ashur-resh-ishi II) foi um rei da Assíria. Sucedeu ao longo reinado de seu pai Assurrabi II em 972 a.C. e reinou até à sua morte em 967 a.C. Foi sucedido por seu filho Tiglate-Pileser II. Não se sabe sobre seu reinado, mas uma inscrição que datava o reinado de Assurrexixi II diz: 
| “ | "Salã de Assurexixi, rei da Assíria, filho de Assurrabi II, rei de Assur." | ” |